# Hassiu

Hassiu

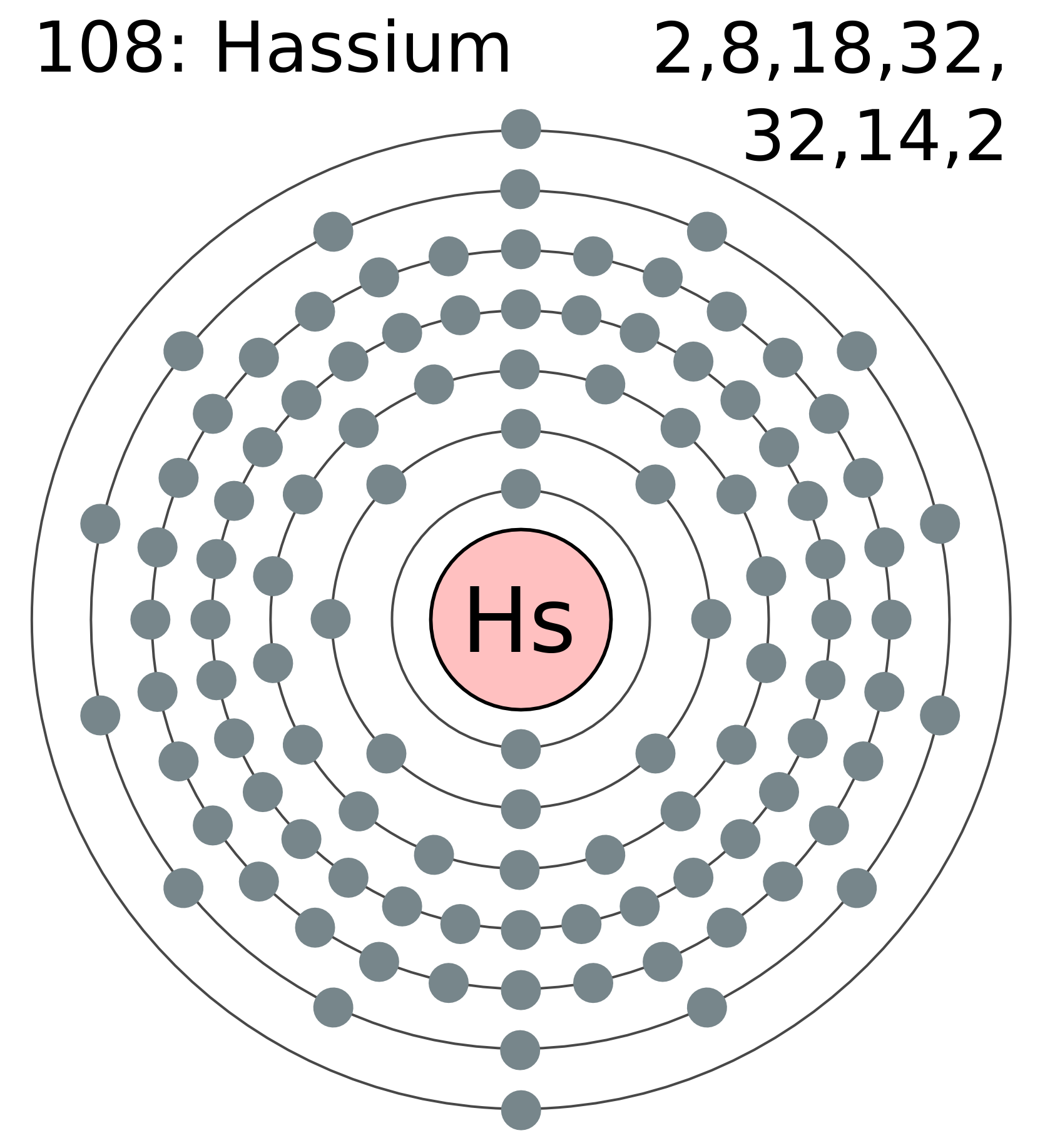
Configurația electronică a atomului de hassiu

Hassiu este un element chimic cu numărul atomic 108 și simbol chimic Hs. Numele de hassiu provine de la landul german Hessa. A fost descoperit în Germania la ”Societatea pentru Cercetarea Ionilor Grei” (Gesellschaft für Schwerionenforschung sau GSI) în 1984.

## Caracteristici
- Masa atomică: 265 g/mol
- Densitatea la 20 °C:  (?)
- Punctul de topire:  (?)
- Punctul de fierbere:  (?)